# 特雷蒙 (洛特-加龙省)
特雷蒙（法語：Trémons）是法国洛特-加龙省的一个市镇，属于洛特河畔新城区（Villeneuve-sur-Lot）庞达热奈县（Penne-d'Agenais）。该市镇总面积13.49平方公里，2009年时的人口为367人。

## 人口
特雷蒙人口变化图示